# Étival-lès-le-Mans
Étival-lès-le-Mans és un municipi francès situat al departament del Sarthe i a la regió de País del Loira. L'any 2007 tenia 2.100 habitants.

## Demografia

### Població
El 2007 la població de fet d'Étival-lès-le-Mans era de 2.100 persones. Hi havia 710 famílies de les quals 72 eren unipersonals (24 homes vivint sols i 48 dones vivint soles), 247 parelles sense fills, 371 parelles amb fills i 20 famílies monoparentals amb fills.
La població ha evolucionat segons el següent gràfic:
Habitants censats

### Habitatges
El 2007 hi havia 753 habitatges, 727 eren l'habitatge principal de la família, 5 eren segones residències i 21 estaven desocupats. 751 eren cases i 1 era un apartament. Dels 727 habitatges principals, 650 estaven ocupats pels seus propietaris, 71 estaven llogats i ocupats pels llogaters i 6 estaven cedits a títol gratuït; 1 tenia una cambra, 10 en tenien dues, 58 en tenien tres, 197 en tenien quatre i 461 en tenien cinc o més. 643 habitatges disposaven pel capbaix d'una plaça de pàrquing. A 221 habitatges hi havia un automòbil i a 477 n'hi havia dos o més.

### Piràmide de població
La piràmide de població per edats i sexe el 2009 era:
| Homes | Edats   | Dones |
| ----- | ------- | ----- |
| 0     | 95 o +  | 0     |
| 0     | 90 a 94 | 8     |
| 12    | 85 a 89 | 0     |
| 4     | 80 a 84 | 12    |
| 12    | 75 a 79 | 32    |
| 20    | 70 a 74 | 12    |
| 20    | 65 a 69 | 4     |
| 44    | 60 a 64 | 56    |
| 20    | 55 a 59 | 40    |
| 72    | 50 a 54 | 48    |
| 100   | 45 a 49 | 80    |
| 52    | 40 a 44 | 80    |
| 96    | 35 a 39 | 84    |
| 120   | 30 a 34 | 88    |
| 20    | 25 a 29 | 56    |
| 64    | 20 a 24 | 64    |
| 72    | 15 a 19 | 104   |
| 92    | 10 a 14 | 84    |
| 84    | 5 a 9   | 64    |
| 96    | 0 a 4   | 56    |

## Economia
El 2007 la població en edat de treballar era de 1.432 persones, 1.060 eren actives i 372 eren inactives. De les 1.060 persones actives 1.002 estaven ocupades (526 homes i 476 dones) i 58 estaven aturades (22 homes i 36 dones). De les 372 persones inactives 152 estaven jubilades, 141 estaven estudiant i 79 estaven classificades com a «altres inactius».

### Ingressos
El 2009 a Étival-lès-le-Mans hi havia 740 unitats fiscals que integraven 2.143,5 persones, la mediana anual d'ingressos fiscals per persona era de 19.364 €.

### Activitats econòmiques
Dels 34 establiments que hi havia el 2007, 1 era d'una empresa alimentària, 1 d'una empresa de fabricació d'altres productes industrials, 7 d'empreses de construcció, 8 d'empreses de comerç i reparació d'automòbils, 2 d'empreses de transport, 2 d'empreses d'hostatgeria i restauració, 2 d'empreses d'informació i comunicació, 2 d'empreses financeres, 3 d'empreses immobiliàries, 1 d'una empresa de serveis, 3 d'entitats de l'administració pública i 2 d'empreses classificades com a «altres activitats de serveis».
Dels 15 establiments de servei als particulars que hi havia el 2009, 1 era una oficina de correu, 1 taller de reparació d'automòbils i de material agrícola, 1 autoescola, 1 paleta, 2 guixaires pintors, 3 fusteries, 1 electricista, 2 perruqueries, 2 restaurants i 1 agència immobiliària.
Dels 4 establiments comercials que hi havia el 2009, 1 era una botiga de menys de 120 m², 1 una fleca, 1 una carnisseria i 1 una llibreria.
L'any 2000 a Étival-lès-le-Mans hi havia 20 explotacions agrícoles que ocupaven un total de 730 hectàrees.

## Equipaments sanitaris i escolars
L'únic equipament sanitari que hi havia el 2009 era una farmàcia.
El 2009 hi havia 1 escola maternal i 1 escola elemental.

## Poblacions més properes
El següent diagrama mostra les poblacions més properes.